# Filiberto Ascuy
Filiberto Ascuy Aguilera (ur. 13 października 1972) – kubański zapaśnik w stylu klasycznym. Dwukrotny złoty medalista olimpijski z Atlanty 96 i  Sydney 2000, szósty w Atenach 2004 roku.
Siedmiokrotny uczestnik Mistrzostw Świata, pięciokrotny medalista, złoty w 2001 roku. Dwukrotnie najlepszy na Igrzyskach Panamerykańskich w 1995 i 2003 roku. Osiem razy wygrywał na Mistrzostwach Panamerykańskich. Złoto na igrzyskach Ameryki Środkowej i Karaibów w 1998. Triumfator Pucharu Świata w 1995; drugi w 1996.
W 2004 roku przyjęty do Zapaśniczej Galerii Sławy jako pierwszy zawodnik z Ameryki Łacińskiej